# ایفوگائو
ایفوگائو (Ifugao) یکی از استان‌های کشور فیلیپین است. این استان در شمال این کشور قرار گرفته‌است و بخشی از جزیرهٔ لوزون به شمار می‌رود.
مرکز این استان شهر لاگاوه است. جمعیت آن حدود یکصد و شصت و یک هزار نفر است. مساحت این استان دو هزار و پانصد کیلومتر مربع است.

## نگارخانه

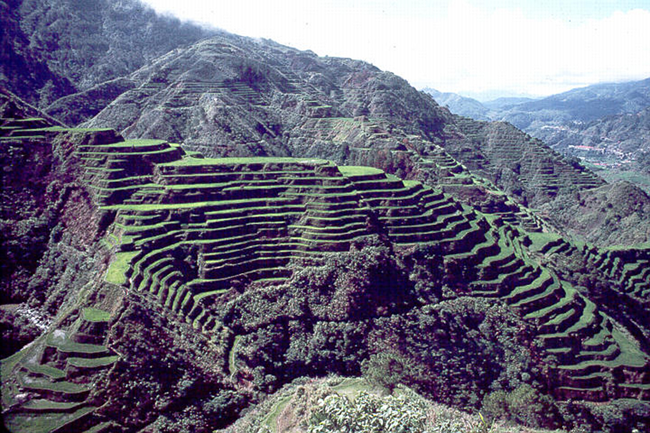
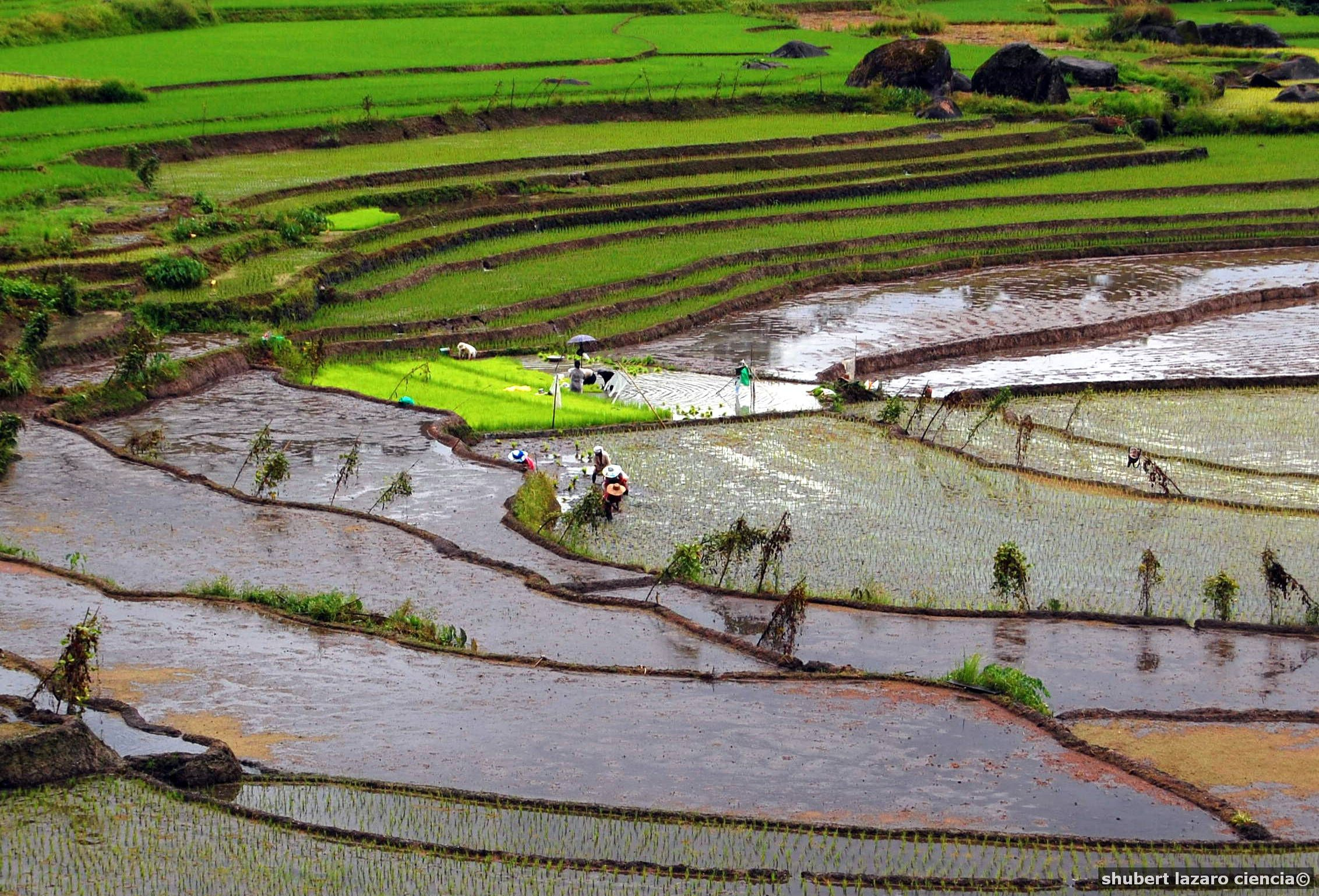
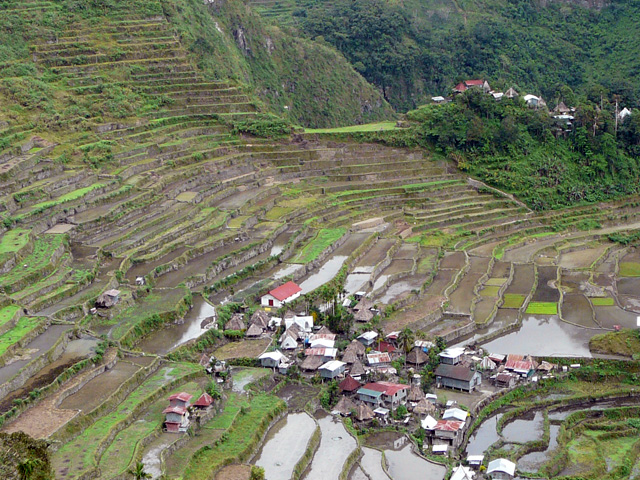
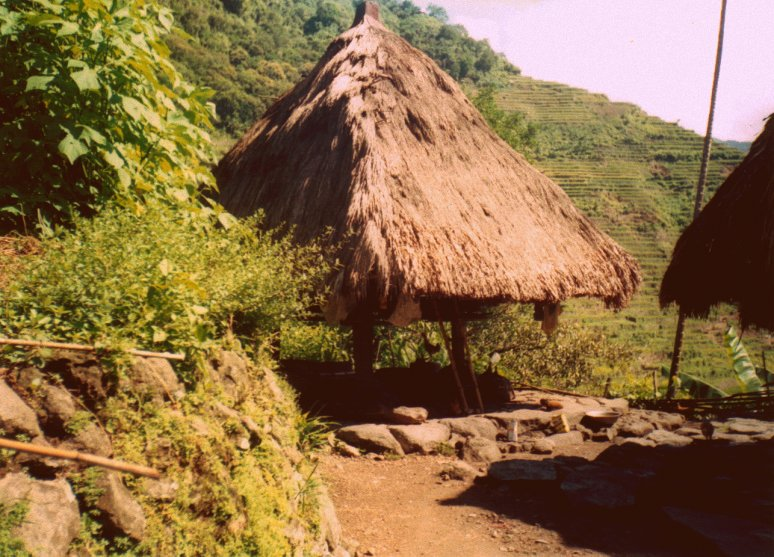